# Erioptera (Erioptera) minor
Erioptera (Erioptera) minor is een tweevleugelige uit de familie steltmuggen (Limoniidae). De soort komt voor in het Palearctisch gebied.